# Forte Monte Maso

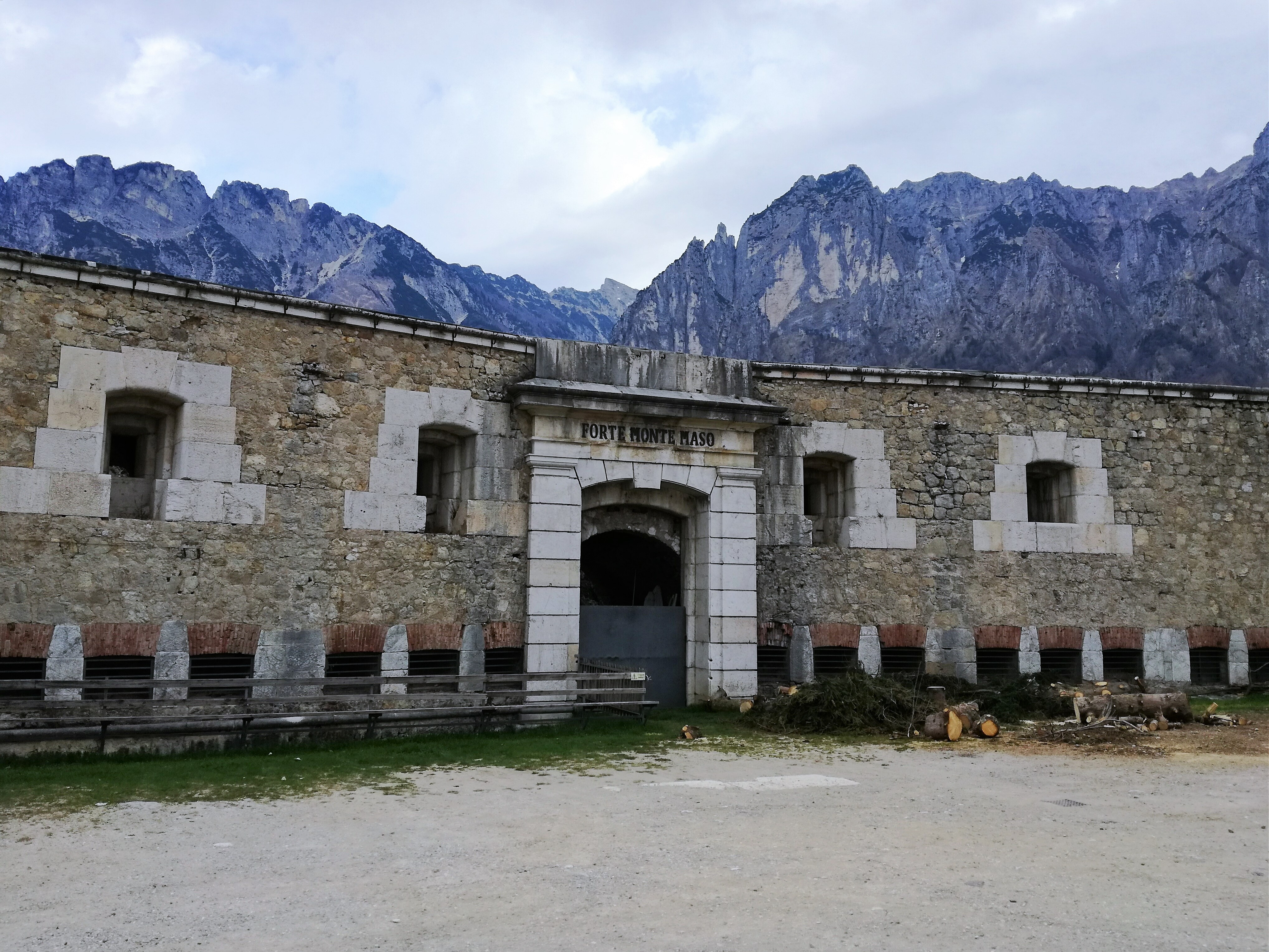
Forte Monte Maso: Kehlseite mit Werkseingang

Forte Monte Maso (auch nur als Forte Maso bezeichnet) ist ein ehemaliges italienisches Festungswerk in der Gemeinde Valli del Pasubio in der Provinz Vicenza.

## Lage
Das Werk liegt oberhalb des Ortes Sant’Antonio del Pasubio im oberen Leogra-Tal (italienisch Val Leogra) an der westlichen Talseite auf einer Höhe von 727 m s.l.m. Nicht weit entfernt befindet sich die Grenze zur Provinz Trient, an der bis zum Ende des Ersten Weltkrieges die Staatsgrenze zwischen dem Kaiserreich Österreich-Ungarn und dem Königreich Italien verlief. Die Passstraße Valli del Pasubio–Passo Pian delle Fugazze führt unterhalb des Werkes vorbei, von der auch eine Schotterstraße zur Anlage abzweigt.

## Geschichte
Forte Monte Maso wurde zwischen 1883 und 1887 errichtet, wie aus einem Gedenkstein der Baufirma Fabrello aus Vicenza hervorgeht, der im Werk angebracht worden war. Es war das erste Werk des Sperrgürtels Agno-Assa, der vom Königreich Italien nach dem Dritten Unabhängigkeitskrieg und dem Anschluss Venetiens an Italien im Jahr 1866 bis kurz vor dem Ersten Weltkrieg errichtet wurde. Es hatte mit der darunter liegenden Straßensperre Bariola (italienisch Tagliata Bariola) und der offenen Geschützstellung Monte Castelliero vor allem die Aufgabe, ein feindliches Vordringen in das obere Leogra-Tal abzusichern und insbesondere die strategisch wichtige Straßenkreuzung bei Ponte Verde unter Feuer zu nehmen.
Zwischen 1904 und 1910 wurde die Anlage modernisiert, indem die Erdbedeckung vom Kernwerk abgetragen und dafür eine 2,00 bis 2,20 Meter starke Betondecke aufgetragen wurde, womit eine größere Widerstandskraft gegen die stetig zunehmende Durchschlagskraft der Artilleriegeschosse erreicht werden sollte. Bei Kriegsausbruch im Mai 1915 wurden Teile des 6. Festungsartillerieregimentes nach Forte Monte Maso abgestellt. Zu dieser Zeit war es nur teilweise armiert. Aufgrund dessen, dass die Front im ersten Kriegsjahr wesentlich weiter westlich bei Rovereto verlief, wurde das Werk fast vollständig desarmiert und von der italienischen Armee nur noch als Waffen- und Munitionslager genutzt, woran sich bis zum Kriegsende nichts mehr änderte.
1939 wurde es vom italienischen Staat versteigert und ging in Privatbesitz über. In der Folgezeit wurde die Anlage zum Teil ausgeschlachtet und das so gewonnene Baumaterial verkauft. Größere Schäden erlitt das Bauwerk durch das Heraussprengen der im ehemaligen Batterieblock verbauten Panzerungen. Im Zweiten Weltkrieg errichtete die Organisation Todt in unmittelbarer Umgebung vier kleinere Bunkeranlagen, die mit dem Werk über Gräben verbunden waren. Auf der rechten Seite des Werksgraben wurden die Fundamente für zwei Flakgeschütze angelegt.
Nach dem Zweiten Weltkrieg ging der Verfall weiter, unter anderem wurde die Anlage als Lager- und Stallfläche genutzt. Seit 2011 hat ein privater Verein die Restaurierung von Forte Monte Maso übernommen. In mehreren Schritten wurden Teile des Werkes vom Schutt befreit, so dass es seit 2013 wieder besichtigt werden kann. Im gleichen Jahr wurde auch ein Projekt vorgelegt, um im Forte Monte Maso ein Museum einzurichten.

## Beschreibung
Bei Forte Monte Maso handelt es sich um Panzerkasemattenwerk, das größtenteils aus Bruch- und Ziegelsteinen besteht. Es war das erste eigentliche Gebirgsfort, das von Italien errichtet worden war.
Die Anlage hat einen quadratischen Grundriss und war ursprünglich komplett mit einem ausgemauerten Werksgraben umgeben. Von Letzterem sind nur noch die beiden Flankengräben gut erhalten. Der Kehlgraben, über den eine Zugbrücke in das Werk führte, wurde nach 1939 zugeschüttet. Fast komplett abgetragen wurde auch das Glacis an der Kehlseite, von dem nur noch ein spärlicher Rest vorhanden ist.
Das Werk besaß im zur Frontseite gelegenen Kasemattenblock drei Stockwerke, im Kehlgebäude zwei und in den beiden Flanken jeweils ein Stockwerk. Kasemattenblock und Kehlgebäude waren durch einen offenen Innenhof voneinander getrennt. Im Kasemattenblock war der zur Frontseite ausgerichtete Batterieblock im oberen Stockwerk untergebracht, darunter lagen Mannschafts- und Offiziersunterkünfte sowie Depots. Im rechten Eck des Kasemattenblockes und von diesem getrennt lag die linke Grabenstreiche. In den beiden Werksflanken waren weitere Mannschaftsunterkünfte untergebracht. Im Kehlgebäude befanden sich im oberen Stockwerk vier Geschützkasematten mit Steinscharten, welche die Kehlseite des Werkes bestreichen konnten, darunter lagen Gewehrscharten für die Nahverteidigung und weitere Mannschaftskasematten. Die Werksdecke war ursprünglich mit etwa zwei Metern Erde aufgeschüttet und zur Gewehrverteidigung eingerichtet.
Von der Anlage getrennt lag links vom Kehlgebäude das im Glacis angelegte Munitionslager, das über eine Poterne mit dem Kernwerk verbunden war, sowie die rechte Grabenstreiche.
Das Werk war laut österreichisch-ungarischen Evidenzbüro für eine Besatzung von 300 Mann ausgelegt.

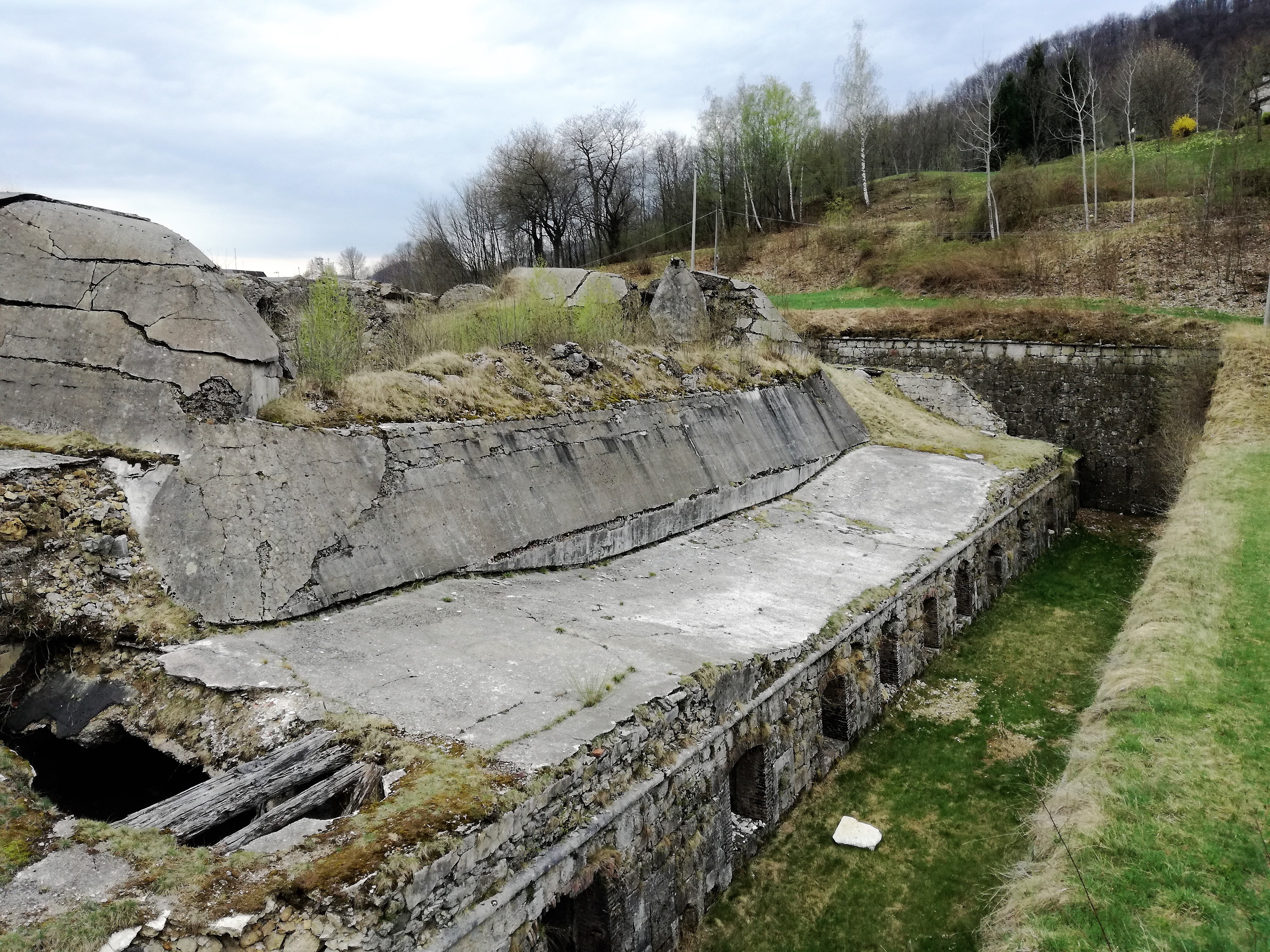
Forte Monte Maso: Frontgraben mit ehemaligem Batterieblock

## Bewaffnung
Als Hauptbewaffnung des Forte Monte Maso waren beim Baubeginn insgesamt zehn Geschütze vorgesehen. Der Batterieblock an der Frontseite war für sechs Kanonen vom Modell 149 G (G steht für Ghisa ital. Gusseisen) in Panzerkasematten mit 48 mm starkem Stahlpanzer aufgestellt. Letztere waren in dem von den Grusonwerken entwickelten Hartgussverfahren produziert worden und werden daher auch als Hartguss-Panzerbatterie bezeichnet.
Weitere vier Geschütze sollten im Kehlgebäude die rückwärtige Seite des Werkes schützen. Vorgesehen waren hierfür Kasemattenhaubitzen ebenfalls im Kaliber 149 mm. Für die Nahverteidigung verfügte das Werk über Gewehrscharten sowohl in der Kehlfront als auch in beiden Flanken sowie über zwei Grabenflankierungsanlagen, welche die jeweiligen Gräben bestreichen konnten.
Weitere Batterien kleineren Kalibers konnten bei Bedarf außerhalb des Werkes in Stellung gehen.
Forte Monte Maso war von der Bauart her als ein reines Fernkampfwerk mit primärem Feuerbereich nach Norden angelegt worden.
Diese Bewaffnung des Werkes stand nur auf dem Papier und ging nie über die Planungsphase hinaus. Tatsächlich waren nur drei Geschütze vom Kal. 149 mm im Batterieblock von Forte Monte Maso installiert worden.

## Bilder

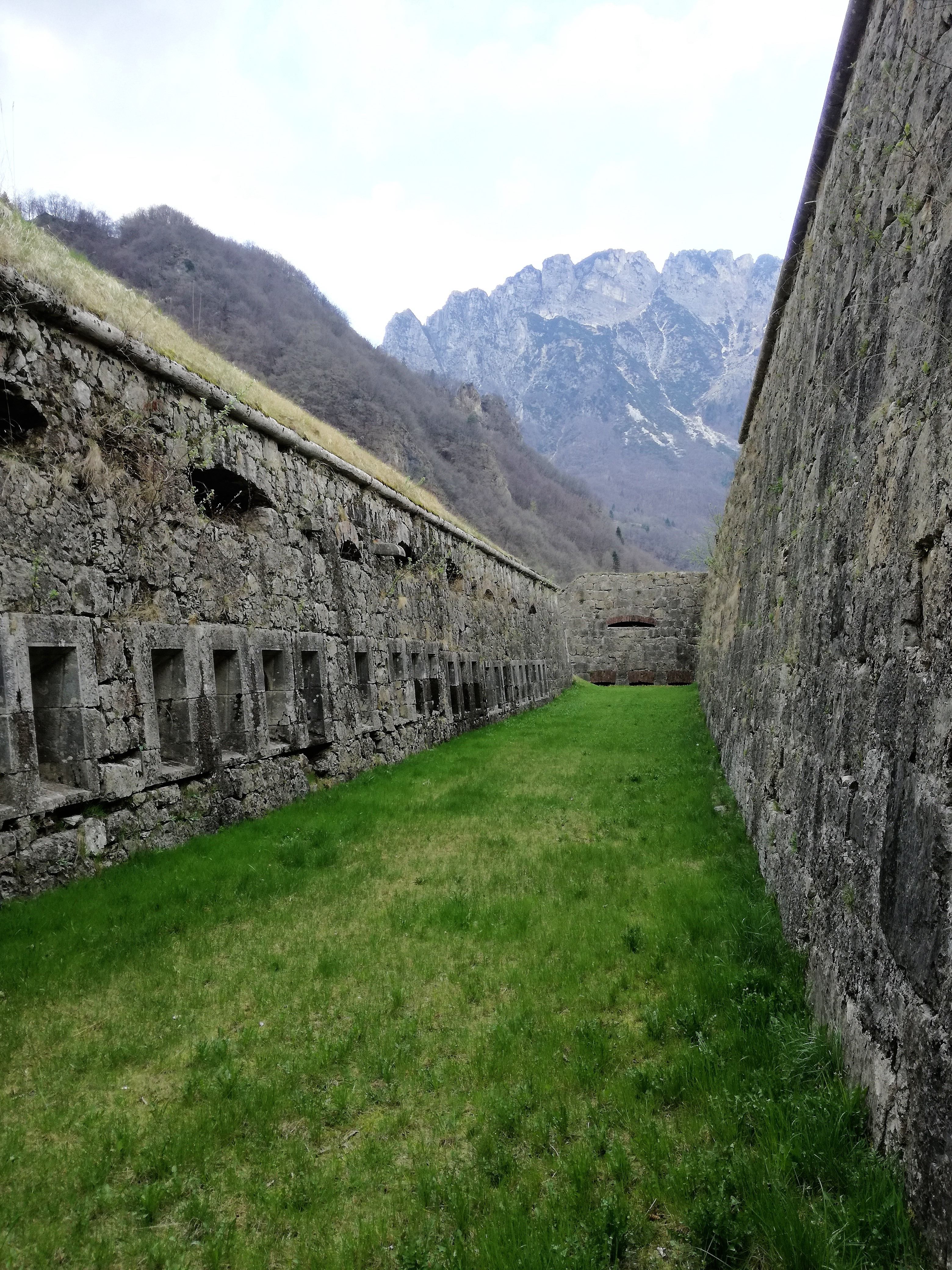
Rechter Flankengraben
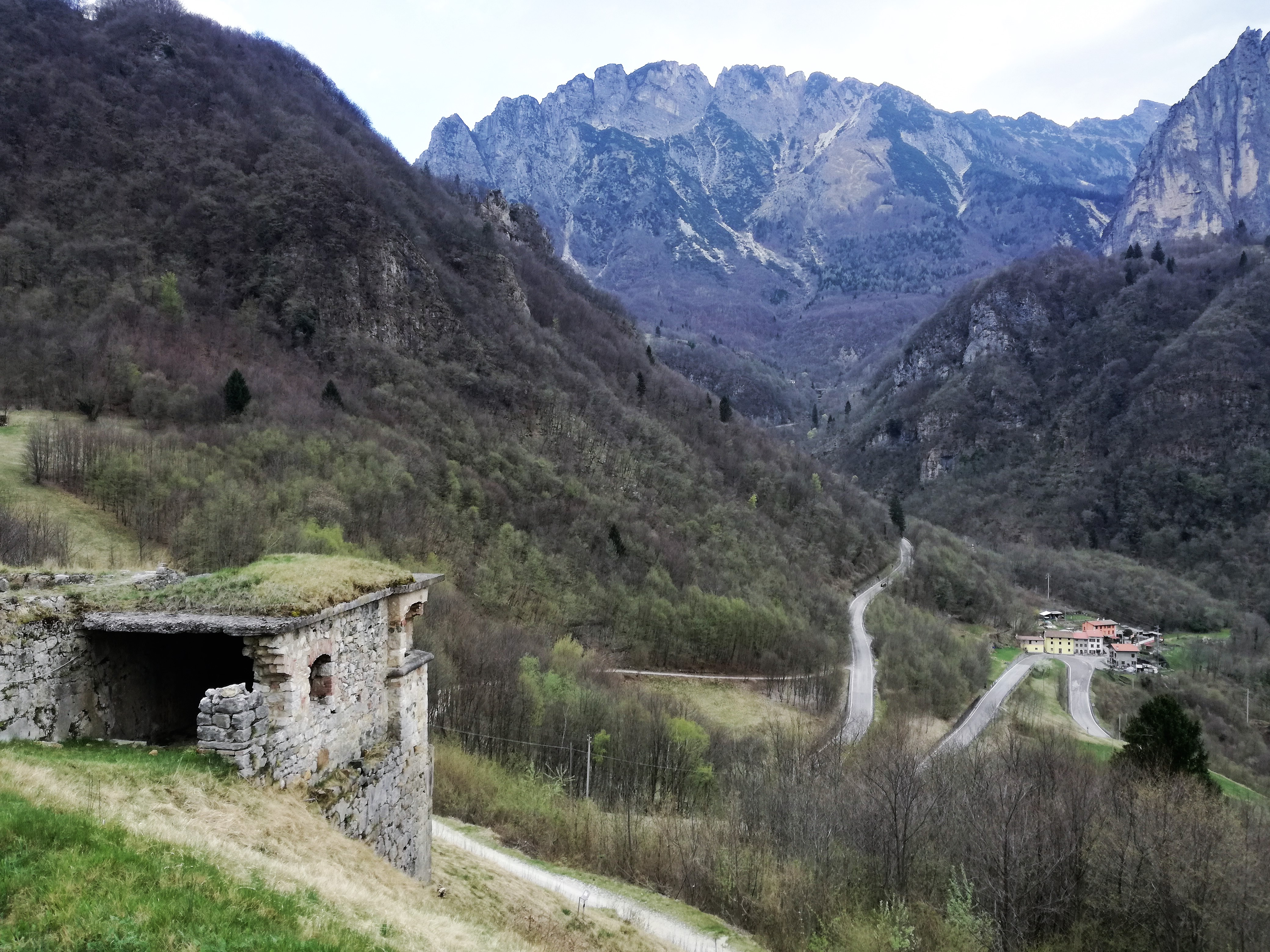
Beobachtungsstand mit Blick auf den Feuerbereich Ponte Verde und Passstraße
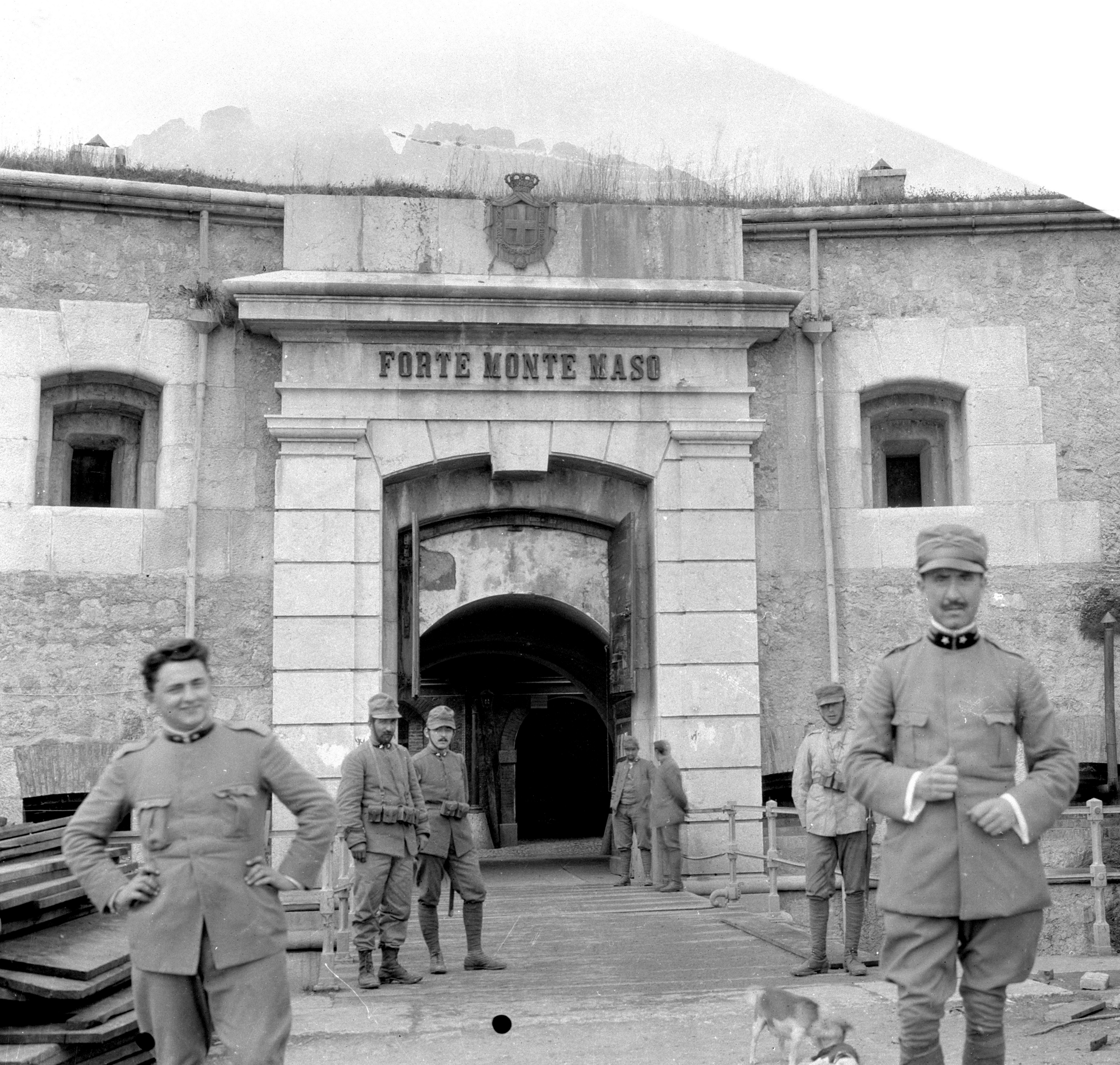
Eingangstor 1915, rechts im Vordergrund der Werkskommandant Camillo Canali
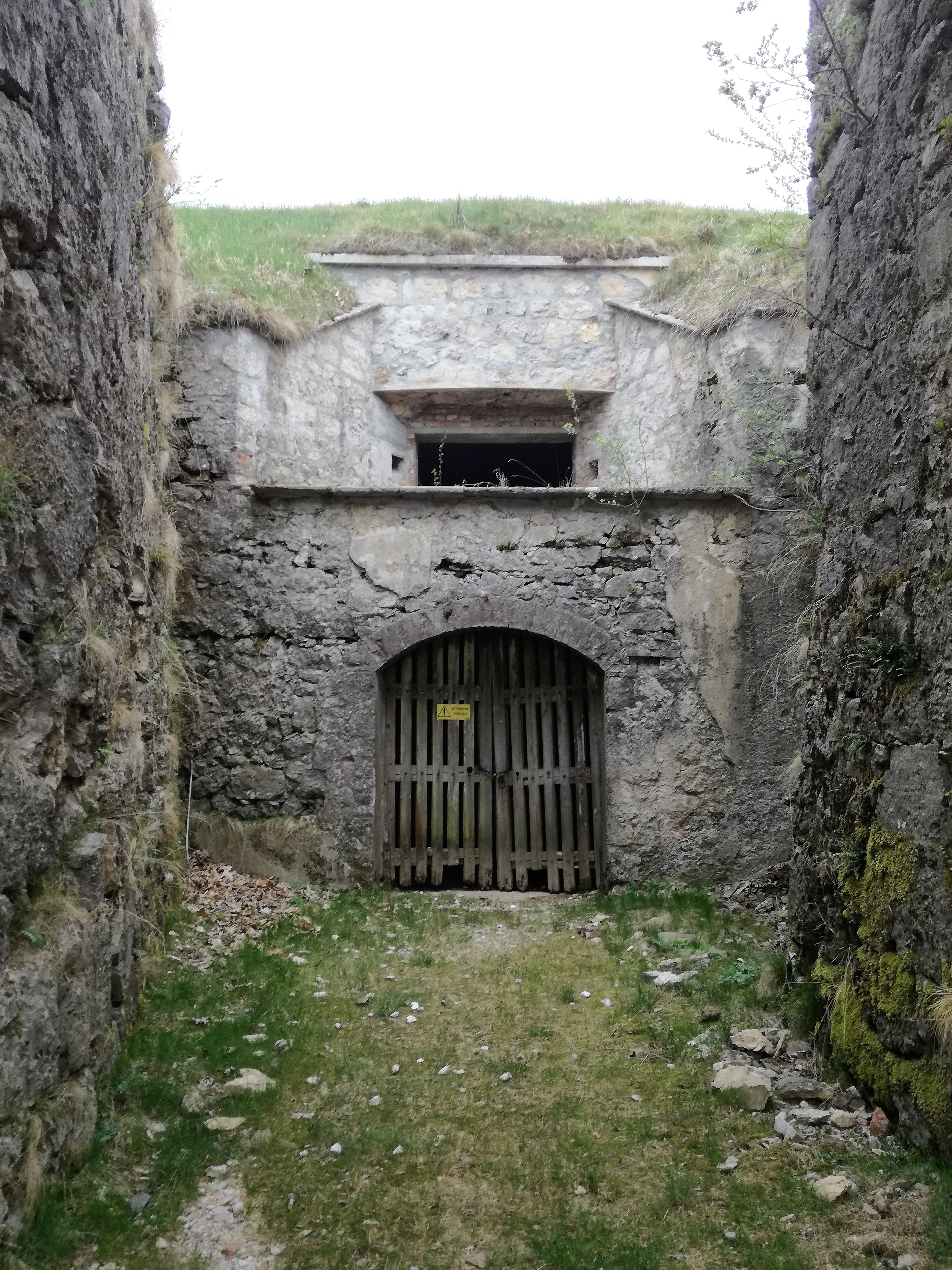
Separater Eingang zur Pulverkammer
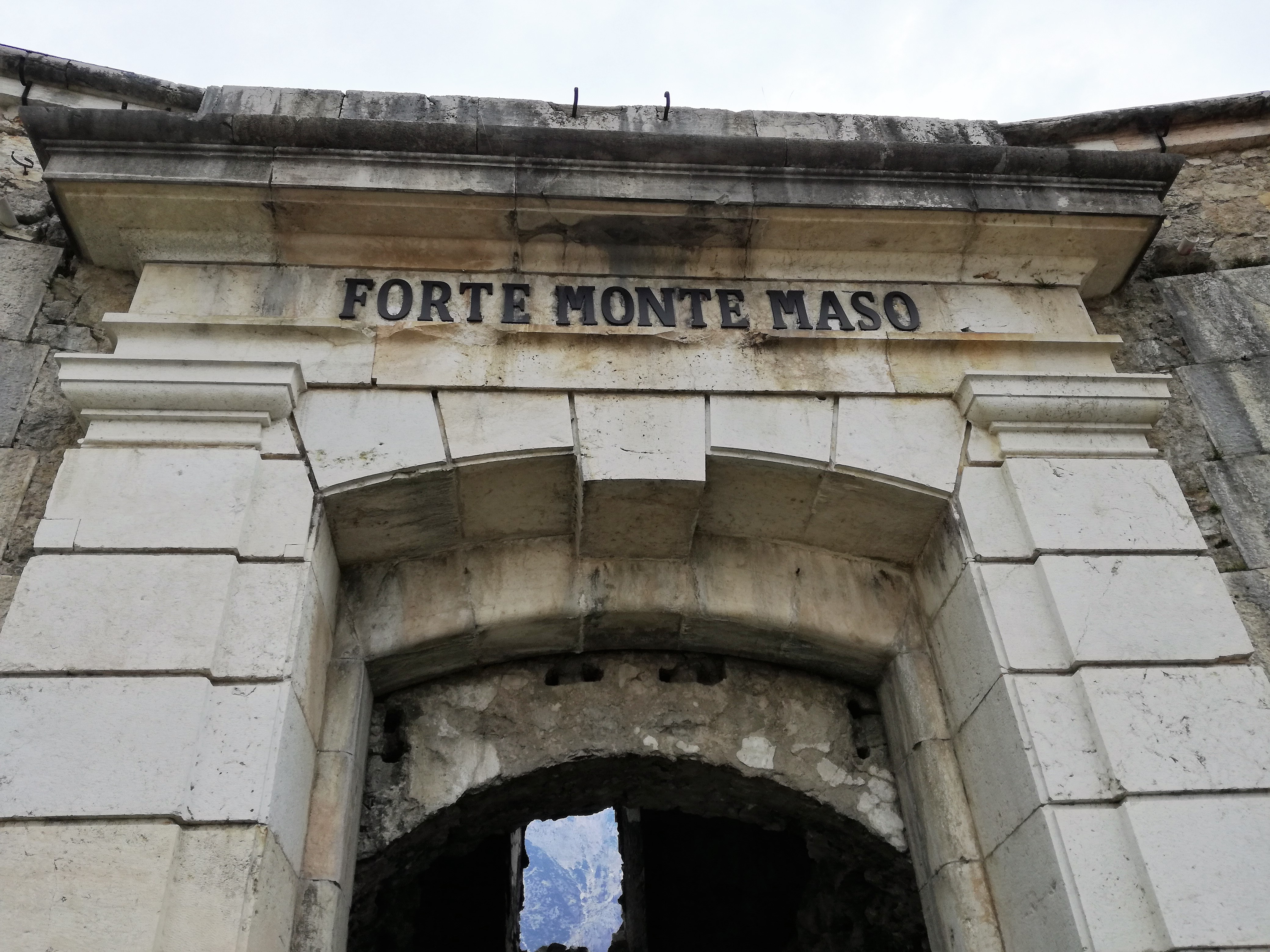
Detail des Eingangstores